# 斯塔爾半島
72°1′S 99°31′W / 72.017°S 99.517°W
斯塔爾半島（英語：Starr Peninsula），是南極洲的半島，位於埃爾斯沃思地，處於瑟斯頓島北部，長18公里，在1946年12月根據美國海軍拍攝的空中照片繪入地圖，現時由南極條約體系管理。